# اتحاد عمال البحرين
اتحاد عمال البحرين هو اتحاد نقابة عمال في البحرين. يتبع الاتحاد العالمي لنقابات العمال ومع ذلك فإن ملاحظات المركز الدولي للحقوق النقابية لا تظهر للاتحاد أي وجود حقيقي في البلاد.